# L'intendente Sansho
L'intendente Sansho è un film del 1954 diretto da Kenji Mizoguchi. Con questo film, considerato tra i capolavori dell'intero cinema giapponese, il regista analizza temi quali la libertà e la condizione della donna all'interno della società, attraverso l'abituale utilizzo di scenografie di grande rilevanza stilistica e di lunghi e complessi piani sequenza.
L'intenzione iniziale di Mizoguchi era di mettere al centro della narrazione la figura del feroce intendente, salvo poi scegliere di raccontare la triste storia dei due fratelli Anju e Zushiō.

## Trama
Giappone, XI secolo, Periodo Heian: durante un viaggio, Tanaki, moglie di un governatore destituito perché considerato troppo umano dai superiori, e i suoi due figli Zushiō e Anju vengono catturati da banditi e venduti come schiavi. Tanaki finisce al mercato di Sado e viene venduta come prostituta; i due bambini finiscono ridotti in schiavitù presso i possedimenti terrieri del terribile intendente Sansho. Costretti a vivere in condizioni orribili e soggetti ad ogni tipo di violenza, Zushiō e sua sorella Anju si promettono di restare uniti per riuscire, un giorno, a fuggire per ritrovare i loro genitori.

Una scena del film

Dopo anni di schiavitù presso i terreni di Sansho ed aver ormai perso la speranza di ritrovare la libertà, Anju ode una giovane schiava appena arrivata cantare una melodia, la stessa che la loro madre Tanaki era solita cantare quando erano piccoli. La melodia ridà loro la forza di poter fuggire e la speranza di poter ricongiungersi con la loro madre. Pianificano così una via di fuga, ma gli uomini di Sansho mandano in rovina il loro piano; solo Zushiō con in spalla la schiava Namiji, malata e condannata ad essere lasciata morire in cima alla montagna, riesce a fuggire. Anju, per evitare la tortura e il pericolo di denunciare il fratello, si toglie la vita lasciandosi annegare. Zushiō trova rifugio presso il monastero dove si trova Taro, il figlio di Sansho, diventato monaco, e gli affida le sorti di Namiji. Grazie all'aiuto di Taro, Zushiō ottiene un'udienza presso il Primo Ministro a Kyoto, allo scopo di rivelare le disumane condizioni degli schiavi di Sansho. Zushiō riesce a convincere il Ministro della bontà delle sue rivelazioni soltanto dopo avergli mostrato una statuetta, appartenente a suo padre e donatagli poco prima dell'esilio. Il Primo Ministro gli rivela che suo padre è morto l'anno prima e gli offre, quasi come un risarcimento, il posto di Governatore di Tango, la contea dove sono situati i possedimenti di Sansho. Assunta la carica, Zushiō proclama un editto che vieta la schiavitù nella contea di Tango. Dopo aver scoperto che sua sorella Anju si è tolta la vita, Zushiō fa mettere a ferro e fuoco le proprietà dell'intendente, fa liberare tutti gli schiavi e condanna all'esilio Sansho e i suoi uomini. Subito dopo, Zushiō decide di rassegnare le dimissioni al Primo Ministro, considerando di fatto compiuta la sua missione.
Zushiō decide di recarsi a Sado, in cerca della madre, ma alcune persone la danno per morta, vittima di uno tsunami. Egli si reca nella spiaggia in cui si suppone sia morta e lì trova una donna anziana, cieca e molto debole: la donna è sua madre. Si ricongiungono così dopo tanti anni.

## Soggetto
Sanshô Dayû è un'antica leggenda medioevale di cui esistono numerose versioni a partire dal XVI secolo. Una delle più famose è stata scritta nel 1915 da Ogai Mori.

## Premi
Presentato al Festival di Venezia nel 1954, il film vinse il Leone d'argento, il terzo consecutivo per Mizoguchi.

## Critica
- È un racconto corale che tende all'affresco storico più che al dramma individuale in bilico tra leggenda e tragedia, sull'ingiustizia, la violenza, lo sfruttamento. Commento del dizionario Morandini che assegna al film quattro stelle su cinque di giudizio.[3]
- Il dizionario Farinotti assegna al film quattro stelle su cinque di giudizio.[4]

## Temi
- il tema della misericordia

(Le parole del padre al figlio prima della separazione)
L'insegnamento del padre ai figli contrasta con la legge comune della vendetta. A suggello delle sue parole consegna loro una preziosa statuetta della dea della compassione Kannon.
- il tema della crudeltà
- il tema dell'avidità e della corruzione
- il tema delle disuguaglianze
- il tema del riscatto: il coraggio e l'abnegazione del singolo
- il tema del sacrificio: la morte di Anju

## Colonna sonora
Autore della musica del film è il compositore giapponese Hayasaka Fumio che mescola strumenti ed elementi della musica tradizionale giapponese a quelli della musica occidentale.
Alle canzoni affida un ruolo narrativo importante.
- l'elegia di Tamaki, il canto della madre separata con la violenza dai figlio, ritorna più volte.

“Zushiō, quanta nostalgia ho di te! non è una tortura la vita? Anju, quanta nostalgia ho di te! non è una tortura la vita? come è miserabile la condizione di chi è venduta! Marinaio, remate in silenzio!”
Anju, da dieci anni ormai prigioniera di Sansho, nel laboratorio tessile, riascolta con sorpresa e commozione il canto da una giovane schiava appena arrivata dall'isola di Sado. Ha la conferma che la madre è ancora viva e dalla schiava ne apprende il doloroso destino: una cortigiana di Sado di nome Nakagimi ha reso popolare il motivo nell'isola. Nel finale sarà Zushiō a riascoltarla e a riconoscere grazie ad essa nella povera donna sulla spiaggia sua madre. La canzone ha il potere di collegare nel tempo e nello spazio i membri di una famiglia distrutta e dispersa.